# Desapalancamiento
El desapalancamiento o efecto palanca invertido (deleveraging en inglés) es lo contrario del Apalancamiento en economía. Suele darse en periodos de crisis cuando los actores económicos (hogares, empresas, inversores), que antes se habían endeudado para beneficiarse del Apalancamiento, ya no pueden soportar el peso de su deuda. Su solvencia se ve reducida (depreciación de activos, perspectiva de beneficios a la baja), lo cual les impone un desendeudamiento rápido en condiciones desfavorables.
Por ejemplo:
- Un hogar que posee una casa financiada con una hipoteca deberá venderla incurriendo en pérdidas.
- Una empresa deberá reducir rápidamente su nivel de préstamo, para lo cual estará obligada a vender activos o a depreciarlos en sus cuentas.

El desapalancamiento presenta de la misma forma los efectos de un círculo vicioso. Por ejemplo para una empresa, este proceso la obligará a incluir pérdidas adicionales en su balance, lo que deteriorará de nuevo su solvencia. Cuando el desapalancamiento se generaliza en una zona económica, puede conducir a la recesión o incluso a la depresión. 